# Борис Костић
Борис Костић (1944 — 9. децембар 2019) био је српски и југословенски рукометаш.

## Биографија
Рукометом је почео да се бави 1959. године у Дервенти, играо је на позицији голмана. Након што је наступао за РК Дервенту, каријеру је наставио у београдском Партизану, за који је наступао у два наврата од 1963. до 1968. и 1973. до 1974. За Динамо из Панчева је бранио од 1968. до 1973. У такмичарској сезони 1969/70. проглашен је за рукометаша године у Панчеву.
За репрезентацију Југославије бранио је на 48 утакмица. Наступио је на Светским првенствима 1967. године у Шведској (7. место) и 1970. године у Француској када је освојена бронзана медаља.
Из Панчева се преселио у Немачку у Диценбах, где је своје богато искуство преносио младим голманима. Преминуо је у Немачкој 9. децембра 2019. године.

## Успеси
Југославија
- медаље
- бронза 1970. Француска.